# Hrušovany (district de Chomutov)
Pour les articles homonymes, voir Hrušovany.
Hrušovany (en allemand : Hruschowan) est une commune du district de Chomutov, dans la région d'Ústí nad Labem, en Tchéquie. Sa population s'élevait à 541 habitants en 2021.

## Géographie
Hrušovany se trouve à 13 km au nord-ouest de Chomutov, à 60 km au sud-ouest d'Ústí nad Labem et à 98 km au nord-ouest de Prague.
La commune est limitée par Všehrdy, Nezabylice et Bílence au nord, par Velemyšleves à l'est, par Žiželice au sud, et par Březno à l'ouest.

## Histoire
La première mention écrite du village date de 1209.

## Administration
La commune se compose de trois quartiers :
- Hrušovany
- Lažany
- Vysočany

## Transports
Par la route, Hrušovany se trouve à 11 km de Chomutov, à 65 km d'Ústí nad Labem et à 93 km de Prague.